# SS Bremen (1928)
SS Bremen – niemiecki statek pasażerski – transatlantyk o napędzie parowo-turbinowym armatora Norddeutscher Lloyd, zbudowany w latach 1927–1929 przez stocznię AG Weser w Bremie, obsługujący linię Bremerhaven – Nowy Jork. Już podczas pierwszej podróży z Europy do Nowego Jorku z prędkością 27,92 węzły zdobył Błękitną Wstęgę Atlantyku.

## Budowa

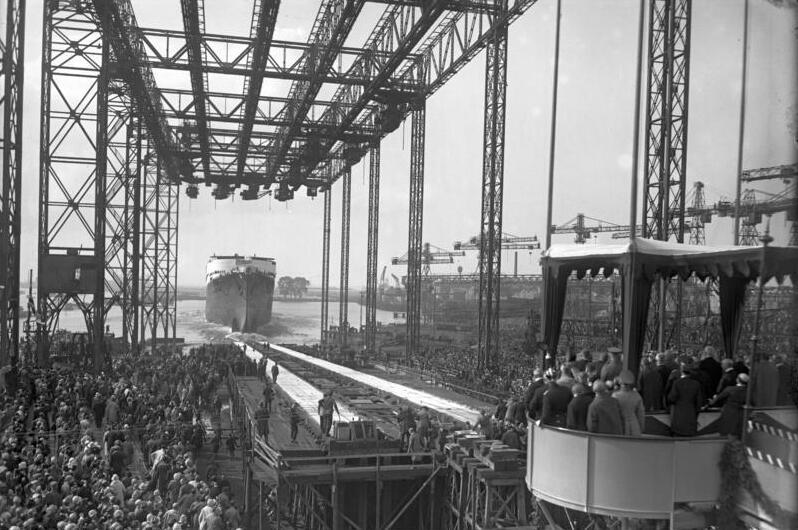
Wodowanie SS Bremen

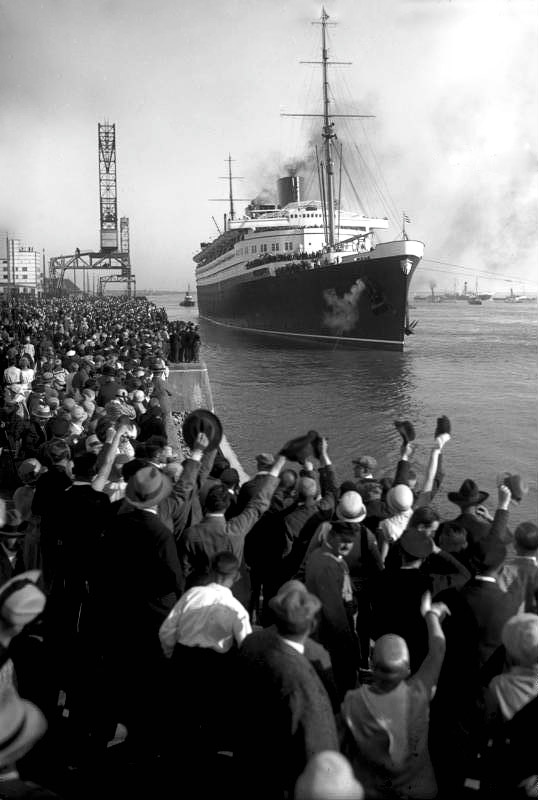
Bremerhaven, podróż dziewicza SS Bremen

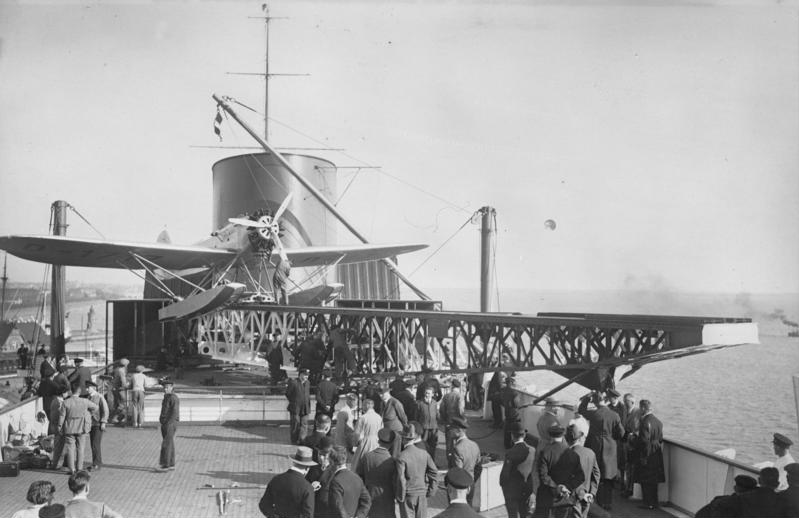
Samolot pokładowy SS Bremen (1931)

18 czerwca 1927 położono stępkę pod SS Bremen. 16 sierpnia 1928 wodowanie po chrzcie i nadaniu imienia Bremen przez prezydenta republiki Paula von Hindenburg. Statek pod względem technicznym był bardzo dobrze zaprojektowany. Po raz pierwszy w budownictwie okrętowym zaprojektowano dla niego i siostrzanej SS Europa dziób w kształcie gruszki, co znacznie zmniejszało opór w stosunku do wcześniejszych ostrych dziobów. Eleganckie i komfortowe wyposażenie wnętrz zostało zaprojektowane przez uznanych architektów: Fritz August Breuhaus de Groot, Bruno Paul, Carl Rotermund i Karl Wach. 12 czerwca 1929 rozpoczęto rejsy próbne i podczas jednej z nich 27 czerwca osiągnął maksymalną prędkość 28 węzłów. Po zakończeniu prób liniowiec 5 lipca 1929 przekazano armatorowi. Nowinki techniczne i siłownia o mocy 135 000 KM pozwalały na utrzymanie regularnych rejsów z Nowego Jorku do portów niemieckich w siedmiodniowych odstępach. Niemiecka linia była pierwszą, która przy użycie dwóch statków (SS Bremen i SS Europa) utrzymywała taką częstotliwość rejsów transatlantyckich.

### Pasażerowie i załoga
Ogółem pasażerów: 2228 i z tego
- I. klasa 811
- II klasa 500
- klasa turystyczna 300
- III. klasa 617
- załoga 966 bis 1000

### Linia regularna
Bremerhaven – Nowy Jork

### Statek siostrzany
- SS Europa

## Historia

### Przed II wojną światową
16 lipca 1928 SS Bremen rozpoczął pod dowództwem komodora Leopolda Ziegenbeina dziewiczą podróż Bremerhaven – Nowy Jork, podczas której ze średnią prędkością 27,92 węzła zdobył Błękitną Wstęgę Atlantyku, która przez dwadzieścia lat należała do RMS Mauretania.
Oba siostrzane liniowce były bardzo dobrze zaprojektowane pod względem technicznym. Jako pierwsze ze statków otrzymały gruszkowaty kształt dziobu (poprzednio były stosowane jedynie przy budowie amerykańskich okrętów wojennych), który znacznie zmniejszał opór wody w stosunku do dotychczasowych ostrych dziobów. Dodatkowo były wyposażone w wodnosamolot startujący z katapulty w odległości około 600 mil od brzegów Europy lub Ameryki z pilną pocztą, lub pasażerem. Zyskiwano w ten sposób od 24 do 70 godzin.
SS Bremen ze względu na swoje walory techniczne i estetyczne był statkiem lubianym przez podróżnych i wypracowywał dobre wskaźniki ekonomiczne dla armatora. W ciągu siedmiu lat przepłynął na Atlantyku 1 100 000 mil, przewiózł 345 000 pasażerów i około 3500 samochodów.

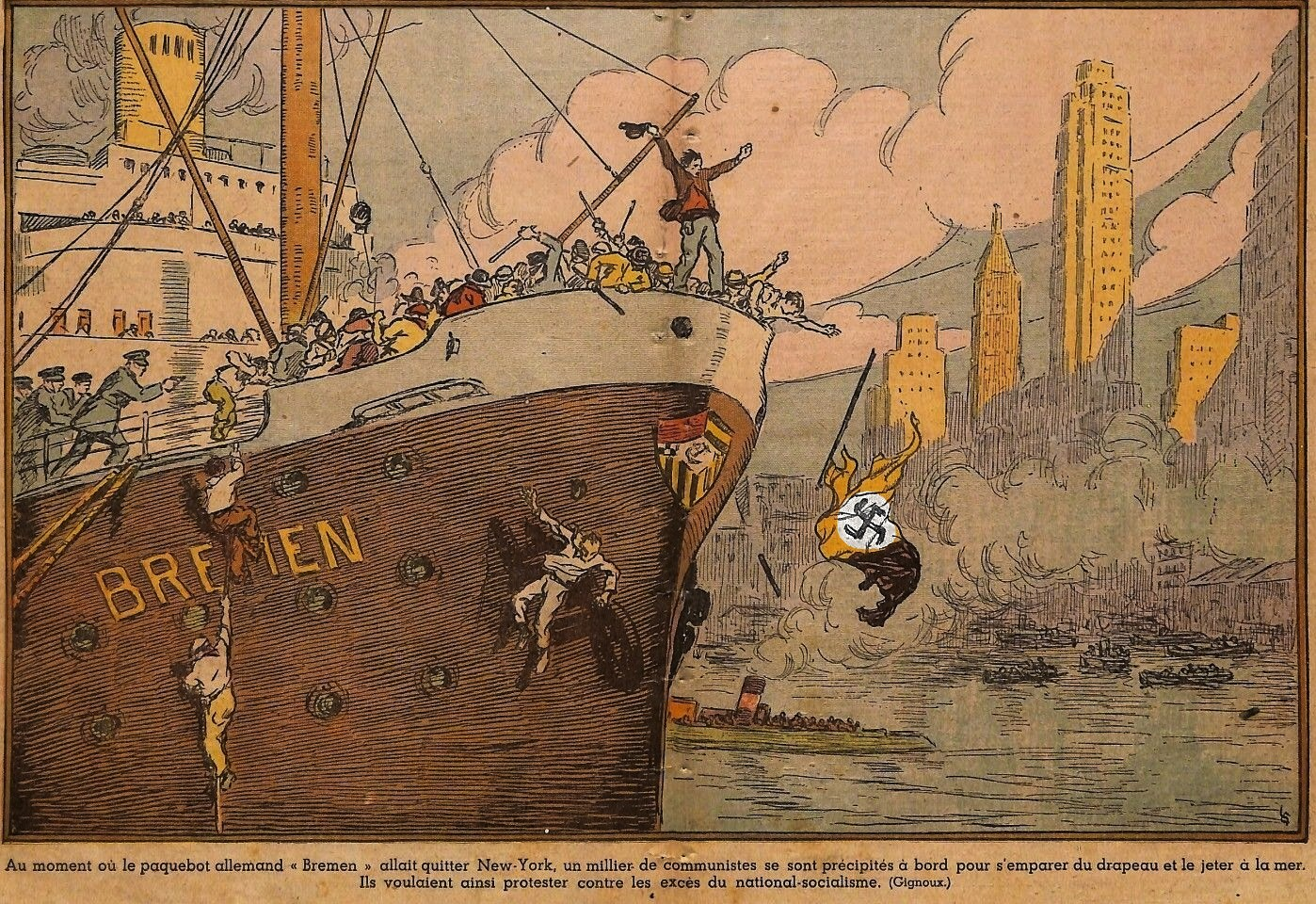
Ilustracja przedstawiająca antyhitlerowskich demonstrantów atakujących „Bremen” zadokowany w porcie w Nowym Jorku, Stany Zjednoczone, 26 lipca 1935 r.

Gdy Adolf Hitler doszedł do władzy w Niemczech, SS Bremen stał się miejscem jednej z najbardziej znaczących antynazistowskich demonstracji. 26 lipca 1935 roku w Nowym Jorku grupa antynazistowskich demonstrantów wtargnęła na pokład statku na krótko przed jego odpłynięciem i zerwała z masztu nazistowską flagę ze swastyką. W tym czasie (w latach 1933-1935) obowiązywało prawo, zgodnie z którym zarówno czarno-biało-czerwona flaga (wcześniej flaga Związku Północnoniemieckiego i Cesarstwa Niemieckiego), jak i flaga NSDAP ze swastyką były jednocześnie oficjalnymi flagami narodowymi III Rzeszy, które należało wywieszać razem obok siebie. Co za tym idzie, również na niemieckich statkach handlowych należało wywieszać dwie bandery: czarno-biało-czerwoną – na rufie statku, oraz ze swastyką – na głównym maszcie, w miejscu flag sygnałowych. Ponieważ zerwano banderę ze swastyką, a bandera czarno-biało-czerwona pozostała nienaruszona, strona amerykańska odmówiła wszczęcia postępowania karnego przeciwko sprawcom, argumentując, że nie została znieważona flaga państwowa, a jedynie symbol partii politycznej. W odpowiedzi 15 września 1935 roku Reichstag w jednej z trzech przyjętych wówczas ustaw norymberskich uznał flagę ze swastyką za jedyną flagę narodową Niemiec, aby nie mogła być bezkarnie znieważana przez „reakcjonistów”.
W 1938 i 1939 SS Bremen odbył dwie podróże dookoła świata i był w tym czasie największą i najszybszą jednostką, która pokonała tę trasę. Oba transatlantyki pływały na Atlantyku aż do wybuchu II wojny światowej. W czasie dziesięcioletniej służby na szlaku atlantyckim przepłynął go około 190 razy.

### W czasie II wojny światowej
SS Bremen wyszedł z Nowego Jorku 30 sierpnia 1939. Z powodu hitlerowskiego najazdu na Polskę istniała obawa przejęcia cennej jednostki przez okręty aliantów. Z tego powodu podczas rejsu załoga przemalowała statek na szare barwy ochronne i w celu zmylenia blokady okrętów alianckich zgodnie z dodatkowym protokółem Paktu Ribentrop-Mołotow zawinął po ośmiu dniach do Murmańska. Po trzech miesiącach postoju w Murmańsku SS Bremen skrycie wzdłuż brzegów Norwegii przedostał się do swojego portu macierzystego Bremerhaven. Była to jednocześnie jego ostatnia podróż. 16 marca 1941 wybuchł na nim pożar, po którym z powodu dużych zniszczeń zostały zdjęte z niego wszystkie urządzenia a nadbudówki i częściowo kadłub zostały pocięte na złom.